# Sibine sibinides
Sibine sibinides är en fjärilsart som beskrevs av Dyar 1906. Sibine sibinides ingår i släktet Sibine och familjen snigelspinnare. Inga underarter finns listade i Catalogue of Life.